# On Track Racing
On Track Racing is een videospel dat werd uitgegeven door Gamestart. Het spel werd uitgebracht in 1985 voor de Commodore 64. Het spel is een racespel dat wordt gespeeld met een bovenaanzicht.